# Félix Moloua
Félix Moloua (Ubangui-Chari, 1 de junio de 1957) es un político centroafricano, actual primer ministro de la República Centroafricana, desde el 7 de febrero de 2022. Así mismo, se desempeña como ministro de Planificación, Economía y Cooperación de la República Centroafricana desde 2016.

## Biografía
Nació en 1957. Estudió Matemáticas en la Universidad de Bangui, de donde se graduó en 1985 y se especializó en Demografía en el Instituto de Capacitación e Investigación Demográfica (IFORD) de la Universidad de Yaundé II (Camerún).
Después, fue profesor de Matemáticas, Física, Estadística y Demografía en la Facultad de Ciencias de la Salud en la Universidad de Bangui, antes de pasar a trabajar para la African Capacity Building Foundation, la Reserva Federal de Estados Unidos y servir como director nacional del Banco Mundial para la República Centroafricana. Después trabajó para la Oficina Nacional de Estadística y el Ministerio de Economía, del cual fue Jefe de Gabinete entre 2007 y 2013.
Fue subdirector nacional de la campaña presidencial de Faustin-Archange Touadéra en las elecciones generales de 2015-2016. Tras ganar las elecciones, este lo nombró ministro de Economía, Planificación y Cooperación en abril de 2016, a la vez que se convirtió en asesor político a cargo de las relaciones con otros partidos políticos y organizaciones no gubernamentales de la Oficina Ejecutiva del Presidente. Cercano al presidente Touadéra, mantuvo el cargo en todas las remodelaciones del gabinete, siendo ascendido al rango de ministro de Estado de la misma cartera el 23 de junio de 2021.
El 7 de febrero de 2022 fue designado primer ministro de la República Centroafricana por el presidente Touadéra, en reemplazo de Henri-Marie Dondra.
También es miembro de la junta de gobernadores del Banco Africano de Desarrollo.